# 1880 na ciência

## Eventos
- Observação ou predição do elemento químico Gadolínio[1]

## Nascimentos
| Data          | Nome                | Profissão                      | Nacionalidade                              | Observações | Ref   |
| ------------- | ------------------- | ------------------------------ | ------------------------------------------ | ----------- | ----- |
| 3 de dezembro | Reynaldo dos Santos | médico, escritor e historiador | Reino Unido de Portugal, Brasil e Algarves | m. 1970     | [ 2 ] |

## Mortes
| Data          | Nome                   | Profissão    | Nacionalidade         | Observações                    | Ref   |
| ------------- | ---------------------- | ------------ | --------------------- | ------------------------------ | ----- |
| 26 de outubro | Searles Valentine Wood | paleontólogo | Reino da Grã-Bretanha | n. 1798 Medalha Wollaston 1860 | [ 3 ] |

Medalha Copley
- James Joseph Sylvester[4]